# Giovanni Bordiga
Giovanni Bordiga (Novara, 2 aprile 1854 – Venezia, 16 giugno 1933) è stato un matematico italiano.

## Biografia
Fu professore di geometria proiettiva all'Università di Padova. La sua fama è principalmente legata al ruolo svolto come presidente dell'Accademia di Belle Arti di Venezia. Durante tale mandato, nel dicembre del 1926, fondò l'Istituto Universitario di Architettura di Venezia, seconda scuola superiore d'architettura ad essere istituita in Italia.
Critico d'arte e promotore di attività volte alla divulgazione dell'arte veneta, dal 1920 al 1926 fu il primo presidente della Biennale di Venezia a non rivestire anche la carica di sindaco della città, mentre, in qualità di presidente della Fondazione Querini Stampalia, nel 1925 attese al riordino e all'allestimento di alcune sale del museo, con particolare attenzione alla pinacoteca, del cui catalogo curò la pubblicazione.
Politicamente fu un militante del radicalismo tardo-risorgimentale, mentre suo nipote Amadeo Bordiga fu tra i fondatori del Partito Comunista d'Italia.
La città di Padova gli ha dedicato una via.

## Opere
- I metodi della geometria descrittiva nota, 1902
- Étude sur la correspondance quadratique, 1909
- Commemorazione degli studenti dell'Accademia morti in guerra, 1922
- Dell'incisione in Venezia: Memoria di Giannantonio Moschini, 1924
- Geometria nello spazio hilbertiano: memoria di Giuseppe Vitali, 1928
- Jacopo Sansovino e Venezia, 1929
- Discorsi civili, 1934
- Kleinere Veröffentlichungen